# Jean-Baptiste Leclerc
Pour les articles homonymes, voir Leclerc.
Jean-Baptiste Leclerc, né le 29 février 1756 à Angers, mort le 16 novembre 1826 à Chalonnes-sur-Loire, est un homme politique de la Révolution française. Il ne saurait être confondu avec Claude-Nicolas Leclerc, son homonyme et collègue, député du Loir-et-Cher.

## Biographie

### Mandat à la Constituante
Jean-Baptiste Leclerc est élu représentant suppléant du tiers état pour le bailliage d'Anjou, le deuxième sur quatre, aux États généraux de 1789. Il est appelé à siéger en octobre 1791 à la faveur de la démission de Marie-Joseph Milscent. En mai 1791, il vote en faveur du rattachement du Comtat Venaissin à la France et en faveur de l'octroi de la citoyenneté au hommes libres de couleur dans les colonies.

### Mandat à la Convention
La monarchie prend fin à l'issue de la journée du 10 août 1792 : les bataillons de fédérés bretons et marseillais et les insurgés des faubourgs de Paris prennent le palais des Tuileries. Louis XVI est destitué et incarcéré avec sa famille à la tour du Temple.
En septembre 1792, Jean-Baptiste Leclerc est élu député du département du Maine-et-Loire, le sixième sur onze, à la Convention nationale.
Il siège sur les bancs de la Gironde. Lors du procès de Louis XVI, il vote la mort et rejette l'appel au peuple et le sursis à l'exécution. En avril 1793, il vote en faveur de la mise en accusation de Jean-Paul Marat, qui le dénonce un mois plus tard dans son journal comme « membre de la faction des hommes d’État ». En mai, il vote en faveur du rétablissement de la Commission des Douze. En août, il présente sa démission, le même jour que ses collègues Urbain Pilastre, lui aussi député du Maine-et-Loire, et que Simon Coren-Fustier, député de l'Ardèche. Il est remplacé en septembre par Henri Menuau.

### Sous le Directoire
En brumaire an IV (octobre 1795), Jean-Baptiste Leclerc est réélu député du Maine-et-Loire et siège au Conseil des Cinq-Cents ; il dirige cette assemblée entre le 20 janvier 1799 et le 18 février 1799. Il contribua à la création du Conservatoire de musique en 1798. Après avoir présidé le Corps législatif en 1799, il se retira de la vie politique en 1802, et s'exila à Liège en 1816 au début de la Restauration.

## Sources
1. ↑  « Liste des noms et qualités de messieurs les députés et suppléants à l'Assemblée nationale », Archives Parlementaires de la Révolution Française, vol. 8, no 1,‎ 1875, p. 5–34 (lire en ligne, consulté le 12 mai 2024)
2. ↑  Charles-François Bouche, « Nomination de M. Leclerc en remplacement de M. Milsent, démissionnaire, lors de la séance du 21 octobre 1790 », Archives Parlementaires de la Révolution Française, vol. 19, no 1,‎ 1884, p. 740–740 (lire en ligne, consulté le 12 mai 2024)
3. ↑  « Liste des membres avant répondu à l’appel nominal dans l'affaire d'Avignon, en annexe de la séance du 4 mai 1791 », Archives Parlementaires de la Révolution Française, vol. 25, no 1,‎ 1886, p. 577–584 (lire en ligne, consulté le 12 mai 2024)
4. ↑  « Liste des députés qui ont voté oui dans l’affaire des colonies, en annexe de la séance du 12 mai 1791 », Archives Parlementaires de la Révolution Française, vol. 26, no 1,‎ 1887, p. 25–26 (lire en ligne, consulté le 12 mai 2024)
5. ↑  Archives parlementaires de 1787 à 1860, Première série, tome 52, p. 48.
6. ↑  Archives parlementaires de 1787 à 1860, Première série, tome 62, séance du 13 avril 1793, p. 63.
7. ↑  Michel Pertué, « La liste des Girondins de Jean-Paul Marat », Annales historiques de la Révolution française, vol. 245, no 1,‎ 1981, p. 379–389 (DOI 10.3406/ahrf.1981.4254, lire en ligne, consulté le 12 mai 2024)
8. ↑  Archives parlementaires de 1787 à 1860, Première série, tome 65, séance du 28 mai 1793, p. 533.
9. ↑  Archives parlementaires de 1787 à 1860, Première série, tome 72, séance du 12 août 1793, p. 75.
10. ↑  Archives parlementaires de 1787 à 1860, Première série, tome 75, séance du 28 septembre 1793, p. 296.

- Source : LECLERC Jean Baptiste  sur les.guillotines.free.fr
- « Jean-Baptiste Leclerc », dans Adolphe Robert et Gaston Cougny, Dictionnaire des parlementaires français, Edgar Bourloton, 1889-1891 [détail de l’édition]
- Fiche sur Assemblée nationale